# FK Spartak Zlatibor Voda
FK Spartak Zlatibor Voda (serb.: Фудбалски Kлуб Спартак Злaтибop Boдa) – serbski klub piłkarski z siedzibą w Suboticy (w okręgu północnobackim, w Wojwodinie), działający w latach 2008–2013.

## Historia
Klub został założony w 2008 jako fuzja klubów FK Zlatibor Voda Horgoš i FK Spartak Subotica). W 2013 klub powrócił do nazwy FK Spartak Subotica.

## Stadion
Klub rozgrywał swoje mecze domowe na stadionie Stadion Gradski w Suboticy, który mógł pomieścić 13 tys. widzów.

## Sezony
| Sezon   | Liga              | Poziom | Miejsce |
| Serbia  |                   |        |         |
| 2008/09 | Prva liga Srbije  | II     | 4       |
| 2009/10 | Super liga Srbije | I      | 4       |
| 2010/11 | Super liga Srbije | I      | 5       |
| 2011/12 | Super liga Srbije | I      | 7       |
| 2012/13 | Super liga Srbije | I      | 9 *     |

 * od sezonu 2012/13 klub występował w rozgrywkach Super ligi Srbije jako FK Spartak Subotica.

## Sukcesy
- 4. miejsce Super ligi Srbije (I liga) (1x): 2010 (start w Lidze Europy UEFA).
- 4. miejsce Prvej ligi Srbije (II liga) (1x): 2009 (awans do Super ligi Srbije).